# 218866 Alexantioch
218866 Alexantioch este o planetă minoră (asteroid) din centura de asteroizi. A fost descoperită pe 15 decembrie 2006 la Borbona de Vincenzo Silvano Casulli⁠(d). 
Obiectul prezintă o orbită caracterizată de o semiaxă mare de 2,7135851200611 UAi, o excentricitate de 0,07, o înclinație de 7,6 ° în raport cu ecliptica.